# Curtis Fleming
Curtis Joseph Fleming (* 8. Oktober 1968 in Manchester) ist ein in England geborener, ehemaliger irischer Fußballspieler. Als rechter Außenverteidiger war er vor allem bekannt für seine Zeit als Spieler des FC Middlesbrough in den 1990er-Jahren in den höchsten beiden Spielklassen. Für die irische A-Nationalmannschaft absolvierte er zwischen 1996 und 1998 insgesamt zehn Länderspiele.

## Sportlicher Werdegang

### St Patrick’s Athletic
Fleming wurde in Manchester als Sohn einer Irin und einem Jamaikaner geboren, bevor die Familie sechs Monate später nach Irland zog. Die Verhältnisse waren bescheiden und die Mutter musste den jungen Curtis nebst einer Schwester und einem Bruder ohne den Vater, der zurück nach England ging, aufziehen. Halt fand er in der irischen Hauptstadt im Fußball und er spielte dort für den Jugendklub Belevedere FC. Mit ihm zogen dann zahlreiche Mitspieler im Jahr 1987 zum Erstligisten St Patrick’s Athletic, der von Brian Kerr trainiert wurde. In der verjüngten Mannschaft gelang es Fleming schnell, den ehemaligen irischen Nationalspieler Eamonn Gregg auf der Position des rechten Verteidigers zu verdrängen. Sein Talent blieb auch englischen Profiklubs nicht verborgen und so ging er im März 1989 zum Zweitligisten Swindon Town. Der Schritt stellte sich als zu ambitioniert dar und bereits im Sommer 1989 kehrte Fleming nach Irland zurück, ohne ein Spiel für Swindon bestritten zu haben. Dort fügte er sich wieder ohne Schwierigkeiten in die Elf von St Patrick’s Athletic ein und gewann mit den „alten Kollegen“ zum Ende der Saison 1989/90 die irische Meisterschaft. Weitere Höhepunkte waren seine Einsätze im UEFA-Pokal und im Europapokal der Landesmeister, wo er jedoch jeweils in der ersten Runde an Heart of Midlothian bzw. Dinamo Bukarest scheiterte.
Wie vor ihm Paul McGrath und danach Paul Osam wurde dem dunkelhäutigen Fleming der Spitzname „schwarze Perle von Inchicore“ gegeben. Mit fünf Auftritten für die irische U-21-Auswahl sowie zwei Partien für die U-23 hatte er sich aber vor allem sportlich einen guten Namen gemacht. Und so nahm er einen zweiten Anlauf im englischen Profifußball und schloss sich im August 1991 einem weiteren Zweitligisten an, nunmehr dem FC Middlesbrough.

### FC Middlesbrough
Der Wechsel zu „Boro“ lief nicht ganz ohne Störgeräusche ab, hatte Fleming doch zuvor bereits einen Vertrag beim Ligakonkurrenten Shamrock Rovers unterschrieben. Den finalen Zuschlag erhielt jedoch der englische Klub für eine Transferentschädigungssumme von 50.000 Pfund. Bereits in seinem ersten Jahr konnte Fleming mit dem FC Middlesbrough einen großen Erfolg feiern und stieg als Vizemeister unter Trainer Lennie Lawrence in die 1992 neu geschaffene Premier League auf. Zwar ging es bereits im Jahr darauf zurück in die Zweitklassigkeit, aber in dem dann folgenden dritten Jahr, der Saison 1993/94, war erstmals unumstrittener Stammspieler auf der rechten Abwehrseite mit 40 von 46 möglichen Ligaeinsätzen. Die Anerkennung der Boro-Anhänger hatte er aufgrund seiner hohen Einsatzbereitschaft und Konstanz bereits gewonnen. Da der Wiederaufstieg aber verpasst wurde, ersetzte die Vereinsführung Trainer Lawrence Mitte 1994 durch Bryan Robson.
Die Personalie zahlte sich aus und bereits ein Jahr später kehrte der Klub als Zweitligameister in die Premier League zurück. Fleming blieb danach weiter dem Verein treu, wenngleich ein weiterer Abstieg aus dem Jahr 1997 ein weiteres Jahr später wieder als Vizemeister korrigiert werden musste. Höhepunkt waren darüber hinaus das Erreichen der beiden 1997er Pokalendspiele, wobei er sowohl im Jahr 1997 (gegen Leicester City) als auch im FA Cup (0:2 gegen den FC Chelsea) unterlag – gegen Leicester war er nur in der ersten Partie (1:1 n. V.) präsent und bei der Neuauflage (0:1 n. V.) fehlte er. Ebenfalls nicht vertreten war er ein Jahr später im erneuten Ligapokalfinale, erneut gegen Chelsea, und erneut als Verlierer mit 0:2 nach Verlängerung. In Anerkennung seiner langjährigen Dienste erhielt er am 5. August 2001 sein Benefizspiel, für das der spanische Spitzenklub Athletic Bilbao gewonnen werden konnte. Als zu Beginn der Saison 2001/02 dann seine Bewährungschancen in Middlesbrough seltener wurden, lieh ihn der Klub zunächst ab Mitte November 2001 für einen Monat an Birmingham City aus. Dort bestritt er sechs Zweitligapartien, bevor er kurz nach seiner Rückkehr dann zum Jahresende beim Zweitligakonkurrenten Crystal Palace für eine Ablösesumme von 100.000 Pfund anheuerte.

### Karriereausklang
Flemings Zeit bei Crystal Palace war durch Verletzungen eingetrübt. Dessen ungeachtet hatte ihn Trainer Iain Dowie zum Kapitän ernannt. Insgesamt verbrachte er zweieinhalb Jahre bei dem Verein. Dabei stieg er nach Ablauf der Saison 2003/04 ein weiteres Mal in die Premier League auf. Er kam jedoch nach Mitte Januar 2004 zu keinem Einsatz mehr und fehlte auch in den Play-offs, insbesondere im Finale gegen West Ham United, das mit 1:0 gewonnen wurde. Aufgrund fehlender sportlicher Perspektive in der höchsten englischen Spielklasse wechselte Fleming Ende Juni 2004 zum Viertligisten FC Darlington und unterschrieb dort einen Vertrag mit einer Laufzeit von einem Jahr.
Mit den „Quakers“ scheiterte er in der Spielzeit 2004/05 nur knapp an der Qualifikation für die Playoffs. Danach kehrte er in die irische Heimat zurück und ließ beim Shelbourne FC, der von seinem Ex-Mitspieler Pat Fenlon trainiert wurde, die aktive Laufbahn ausklingen. Ein letztes Highlight war seine Teilnahme an der Vorrunde der Champions League, in der sich der Verein zunächst gegen KR Reykjavík (aus Island) und Hajduk Split (aus Kroatien) durchsetzte und dann erst am übermächtigen Deportivo La Coruña aus Spanien scheiterte. Anschließend ging er dem Fußballsport noch auf Amateurbasis bei Billingham Synthonia nach, zumeist als Innenverteidiger. Darüber hinaus setzte er das Engagement für die Organisation Show Racism the Red Card fort, in der er auch eigene Erfahrungen mit Rassismus thematisierte.

### Irische Nationalmannschaft
Fleming kam erst im Alter von 27 Jahren am 24. April 1996 zu seinem ersten A-Länderspiel für Irland gegen Tschechien; die Partie in Prag endete mit einer 0:2-Niederlage. Es war eine schwierige Zeit, um sich in Irland durchzusetzen, da mit Denis Irwin, Terry Phelan, Steve Staunton, Kenny Cunningham, Gary Kelly, Ian Harte, Stephen Carr und Jeff Kenna zahlreiche Konkurrenz auf seiner Position vorhanden war. So wurde er von dem langjährigen Trainer Jack Charlton, der die Iren in den Jahren 1990 und 1994 zu zwei WM-Endrunden geführt hatte, nicht berücksichtigt und erst der im Februar 1996 installierte Nachfolger Mick McCarthy lud den stets zuverlässigen Fleming zumeist als „Backup“ in den Kader ein. Dies führte sogar dazu, dass er die anvisierte Hochzeit in Las Vegas verschob. Es blieb bei bescheidenen zehn Länderspielen und er verabschiedete sich am 23. Mai 1998 mit einem torlosen Remis gegen Mexiko. Die dritte Qualifikation für eine WM-Endrunde in Serie war zuvor verpasst worden. Dabei scheiterte Irland in den Play-off-Spielen an Belgien, die jedoch beide ohne Fleming stattfanden.

### Wechsel ins Trainerfach
Fleming wechselte nach dem Ende der aktiven Laufbahn ins Trainerfach. Dort begann er zunächst als Jugendbetreuer des FC Middlesbrough, bevor er im Juni 2007 Assistent von Mark Proctor beim schottischen Zweitligisten FC Livingston wurde. Im Juli 2011 schloss er sich seinem Ex-Klub Crystal Palace, der von seinem ehemaligen Mitspieler Dougie Freedman trainiert wurde, als „Development Coach“ an. Nach Freedmans Abgang im Oktober 2012 saß Fleming interimistisch für zwei Spiele als Cheftrainer auf der Bank, bevor er Freedman zu den Bolton Wanderers folgte. Nächste Station war ab Februar 2016 der Viertligist Hartlepool United als Co-Trainer von Ex-Boro-Mitspieler Craig Hignett. Bereits im Dezember 2016 folgte er einer Anfrage von Ian Holloway, Trainer des Zweitligisten Queens Park Rangers. Im Jahr 2018 führte ihn der Weg zurück an alte Wirkungsstätte zum FC Middlesbrough und arbeitete Tony Pulis bis zu dessen Demission im Mai 2019 zu.
Im Jahr 2019 entschied sich Fleming für ein Abenteuer und wurde Trainer der Reservemannschaft des indischen Erstligisten Punjab FC für die anstehende Saison 2019/20. Von dort wurde er Mitte Juni 2020 in die (erste) Profimannschaft befördert. Ende Juli 2021 kehrte er zum englischen Fußball zurück und wurde Co-Trainer von Bristol City als Ersatz für den erkrankten Paul Simpson. Das nur vorübergehende geplante Engagement wurde im September 2021 dauerhaft angelegt. Nach der Entlassung von Cheftrainer Nigel Pearson trainierte Fleming der Verein interimistisch. Als mit Liam Manning ein dauerhafter Nachfolger für Pearson gefunden wurde, beendete Fleming seine Tätigkeit in Bristol.
Im Januar 2024 wurde Fleming Assistent von Michael Appleton beim Drittligisten Charlton Athletic. Nach Appletons Abgang betätigte sich Fleming wenig später als Cheftrainer auf Interimsbasis. Unter dem neuen sportlich Verantwortlichen Nathan Jones gelang in der Saison 2024/05 der Aufstieg in die zweite Liga über die Playoffs.

## Titel/Auszeichnungen
- Irischer Meister (1): 1989/90